# Phronia sudetica
Phronia sudetica är en tvåvingeart som beskrevs av Dziedzicki 1889. Phronia sudetica ingår i släktet Phronia och familjen svampmyggor. Arten är reproducerande i Sverige. Inga underarter finns listade i Catalogue of Life.